# Ивайла Александрова
Ивайла Александрова е българска журналистка, писателка и сценаристка.

## Биография
Родена е през 1951 г. в София. Завършва журналистика и кинокритика в Софийския университет. Работи в Българското национално радио (БНР), в редакция „Култура“ на програма „Христо Ботев“, занимава се и с радиодокументалистика. След много години в Радиото започва да се занимава с исторически разследвания на свободна практика.

## Творби и награди

### Сценарии
- В БНР създава документалния сериал „1989“, носител на наградата „Сирак Скитник“ на радиото за 2009 г.
- Съсценаристка на документалния радиосериал „Втората световна“ (БНР).[1]
- Сценаристка е на документалния филм „Вапцаров. Пет разказа за един разстрел“, режисьор Костадин Бонев (2013). Филмът е отличен с Голямата награда „Златен ритон“ за най-добър документален филм на XX фестивал на българското документално и анимационно кино (2013) заради „художественото майсторство при поднасяне на историческата истина, за смелостта да се разровят парещите следи от миналото“.[3][4][1]

### Книги
- Горещо червено (Пловдив: изд. Жанет 45, 2007, ISBN: 9789544914097), документален роман.[5] Базирана на архивни документи, творбата показва съдбата на българската интелигенция от 30-те до 60-те години на XX век, разкрита чрез живота на Райко Алексиев.[6] Книгата печели наградата на Съюза на журналистите, както и наградите „Елиас Канети“ и „Хеликон“.[2]

- Оловна тишина. Историята на един разстрел (Пловдив: изд. Жанет 45, 2022, ISBN: 9786191867943).[7][2]